# Georges Noël

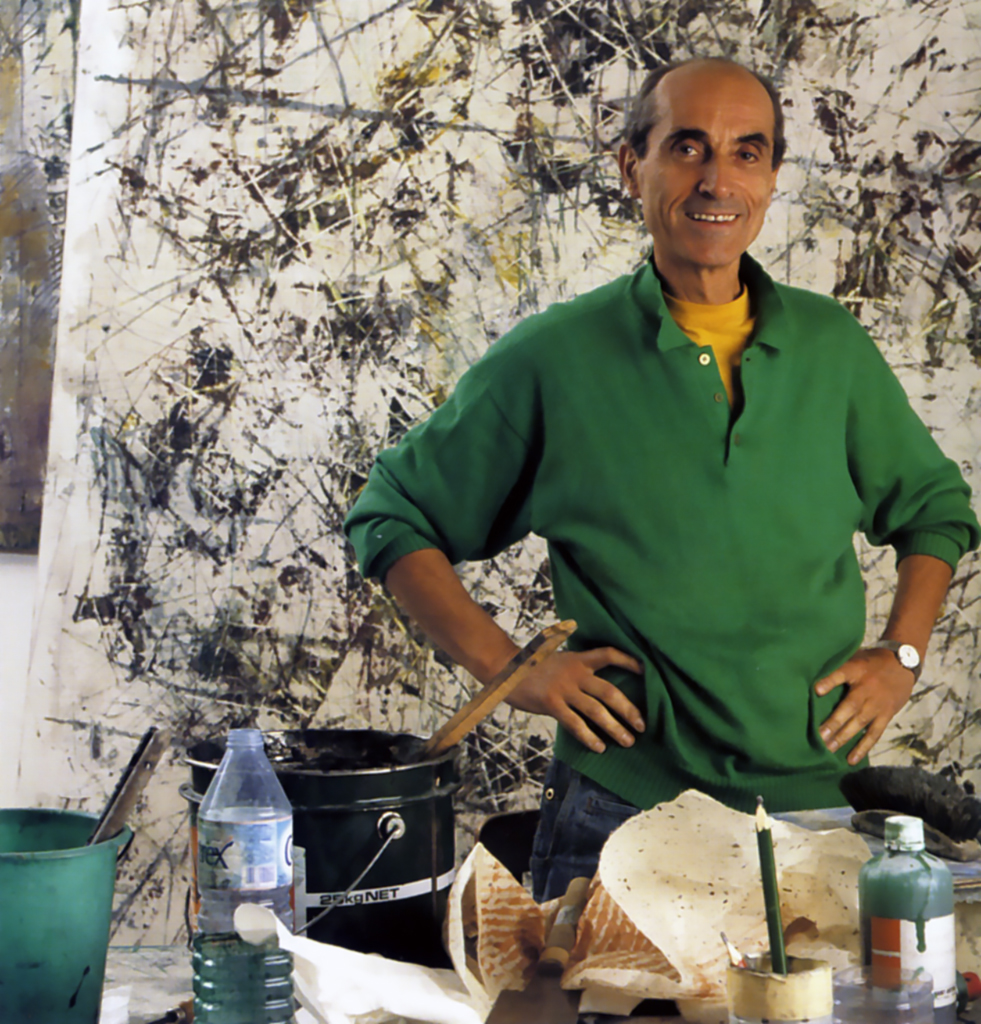
Georges Noël

Georges-Noël Bédard, mit Künstlernamen Georges Noël, (* 25. Dezember 1924 in Béziers; † 26. November 2010 in Paris) war ein französischer Maler.

## Leben und Werk
Georges Noël wurde 1924 in Béziers als Sohn einer katalanischen Familie geboren. Er studierte ab 1938 Ingenieurwissenschaften in Pau, wo er auch seine Kindheit verbracht hatte. In seiner Freizeit beschäftigte er sich mit Zeichnen und Malerei. Nach dem Zweiten Weltkrieg war er neun Jahre als Zeichner und Grafikdesigner für das Luftfahrtunternehmen Turboméca tätig. Im Jahr 1956 zog er nach Paris, wo er freundschaftliche Beziehungen mit den Künstlern des Nouveau Réalisme aufnahm. Er befasste sich mit der Kunst von Jean Dubuffet, Jean Fautrier, Arman, Yves Klein und Raymond Hains. Auch die „Graffiti“-Fotografien von Brassaï sowie die Automatisierung in der Kunst sollten seine eigenen Arbeiten stark beeinflussen.
In den Jahren 1958/1959 entwickelte er eine spezielle Technik der pastosen, materialhaltigen Malerei aus, die es ihm ermöglichte, in die Materie hinein zu schreiben, hinein zu kratzen. Er verwendete pulverförmige Pigmente, Sand und Klebstoff (Polyvinylazetat) und verteilte das Gemisch auf der Leinwand. In gestisch-automatischer Manier kratzte Noël in die teils weiche, teils gehärtete Malschicht skripturale Elemente oder symbolhafte Zeichen und entwickelte so die von ihm mit Palimpsest bezeichneten Bilder. Mit dem Begriff bezieht sich Noel auf den Beginn des Schreibens bei frühen Kulturen in Stein und Tontafeln, das Ausradieren und das wieder Eingravieren von Schriftelementen. Sein Vokabular an Zeichen zeigt sein Interesse an der Magie, der Symbolik und dem Geheimnis prähistorischer, mykenisch-archaischer und indigener Kulturen. In den Jahren 1957 bis 1968 wurde Noël in Paris von der Galerie Paul Facchetti vertreten. Während dieser Zeit stellte er regelmäßig in Europa und den USA aus. Über die freundschaftliche Verbindung zwischen Facchetti und Margarete Lauter in Mannheim kamen ab 1965 mehrere Präsentationen des Künstlers in der Mannheimer Galerie zustande. Roberto Peccolo in Livorno realisierte ebenfalls mehrere Einzelpräsentationen des Künstlers.
In den 1960er Jahren entwickelte Noël dann sukzessiv eine sehr eigene lyrisch-gestische Zeichensprache aus Schrift und Symbolen. Manche seiner Werke zeigen eine Nähe zu den Schriftbildern von Cy Twombly, dessen Interesse allerdings dem Ursprung des Schreibens und weniger dem Inhalt und der Symbolik der Zeichen galt. Die Werke dieser Zeit zeigen eine Nähe zur Lyrischen Abstraktion und zum Informel. Noël beschäftigte sich zudem mit den Schriften von Pierre Teilhard de Chardin und begann nach mehr Spiritualität in der Kunst zu suchen. Im Jahr 1964 bereiste er die Ostküste der Vereinigten Staaten und studierte dort die Minimalistische Kunst von Agnes Martin. Ebenfalls im Jahr 1964 werden Arbeiten von ihm (drei seiner Palimpseste) auf der documenta III in Kassel in der Abteilung Malerei gezeigt.
Im Jahr 1968 wird er Dozent an der Kunstschule von Minneapolis. Im Jahr 1969 bezieht er eine Wohnung in New York City. In dieser Zeit beginnt er, sich mit seiner Kunst der Geometrischen Abstraktion zuzuwenden, ohne dabei den gestischen Duktus seiner früheren Arbeiten komplett aufzugeben. In den USA wurde sein Werk von der Pace Gallery und der Arnold Herstand Gallery vertreten. Seit dem Jahr 1976 kehrte Noël immer wieder sporadisch nach Paris zurück. Ab 1982 ließ er sich dann wieder dauerhaft in Paris nieder. 1980 fand eine umfassende Retrospektive in der Galerie Lauter mit Bildern, Reliefs und Gouachen aus den Jahren 1958–1980 statt. 1982 folgte eine Ausstellung in der Abbaye de Senanque und im Jahr 1985 eine Retrospektive im Centre National des Arts Plastiques in Paris. In den letzten Jahren wurden seine Werke in den Pariser Galerien Thessa Herold und Catherine Putman gezeigt. 2015 fand im Musée d’Art Moderne de la Ville de Paris anlässlich Der Schenkung einer Werkgruppe des Künstlers eine Überblicksausstellung statt.
Er war mit der Kunsthistorikerin Margit Rowell verheiratet.